# انتخابات البرلمان الأوروبي في جرينلاند (1979)
انتخابات البرلمان الأوروبي لعام 1979 في جرينلاند، هي انتخاب وفد منجرينلاند -البلد العضو في مملكة الدنمارك- إلى البرلمان الأوروبي في عام 1979.

## النتائج
| الحزب                           | الحزب                           | الأصوات | %      | المقاعد |
| ------------------------------- | ------------------------------- | ------- | ------ | ------- |
|                                 | حزب السيوموت                    | 5٬118   | 55.27  | 1       |
|                                 | حزب التضامن الجرينلاندي         | 4٬142   | 44.73  | 0       |
| المجموع                         | المجموع                         | 9٬260   | 100.00 | 1       |
|                                 |                                 |         |        |         |
| الأصوات الصحيحة                 | الأصوات الصحيحة                 | 9٬260   | 94.76  |         |
| الأصوات الباطلة والفارغة        | الأصوات الباطلة والفارغة        | 512     | 5.24   |         |
| مجموع الأصوات                   | مجموع الأصوات                   | 9٬772   | 100.00 |         |
| الناخبين المسجلين ومعدل الإقبال | الناخبين المسجلين ومعدل الإقبال | 29٬188  | 33.48  |         |
| المصدر: Folketingsårbog 1978–79 |                                 |         |        |         |